# 57ste Oscaruitreiking
De 57ste Oscaruitreiking, waarbij prijzen werden uitgereikt aan de beste prestaties in films uit 1984, vond plaats op 25 maart 1985 in het Dorothy Chandler Pavilion in Los Angeles. De ceremonie werd gepresenteerd door de Amerikaanse acteur Jack Lemmon.
De grote winnaar van de avond was Amadeus, met in totaal elf nominaties en acht Oscars.

## Winnaars en genomineerden
De winnaars staan bovenaan in vet lettertype.

#### Beste film
- Amadeus
  - The Killing Fields
  - A Passage to India
  - Places in the Heart
  - A Soldier's Story

#### Beste regisseur
- Miloš Forman - Amadeus
  - Woody Allen - Broadway Danny Rose
  - Robert Benton - Places in the Heart
  - Roland Joffé - The Killing Fields
  - David Lean - A Passage to India

#### Beste mannelijke hoofdrol
- F. Murray Abraham - Amadeus
  - Jeff Bridges - Starman
  - Albert Finney - Under the Volcano
  - Tom Hulce - Amadeus
  - Sam Waterston - The Killing Fields

#### Beste vrouwelijke hoofdrol
- Sally Field - Places in the Heart
  - Judy Davis - A Passage to India
  - Jessica Lange - Country
  - Vanessa Redgrave - The Bostonians
  - Sissy Spacek - The River

#### Beste mannelijke bijrol
- Haing S. Ngor - The Killing Fields
  - Adolph Caesar - A Soldier's Story
  - John Malkovich - Places in the Heart
  - Noriyuki 'Pat' Morita - The Karate Kid
  - Ralph Richardson - Greystoke: The Legend of Tarzan, Lord of the Apes

#### Beste vrouwelijke bijrol
- Peggy Ashcroft - A Passage to India
  - Glenn Close - The Natural
  - Lindsay Crouse - Places in the Heart
  - Christine Lahti - Swing Shift
  - Geraldine Page - The Pope of Greenwich Village

#### Beste originele scenario
- Places in the Heart - Robert Benton
  - Beverly Hills Cop - Daniel Petrie jr. en Danilo Bach
  - Broadway Danny Rose - Woody Allen
  - El Norte - Gregory Nava en Anna Thomas
  - Splash - Lowell Ganz, Babaloo Mandel, Bruce Jay Friedman en Brian Grazer

#### Beste bewerkte scenario
- Amadeus - Peter Shaffer
  - Greystoke: The Legend of Tarzan, Lord of the Apes - P.H. Vazak en Michael Austin
  - The Killing Fields - Bruce Robinson
  - A Passage to India - David Lean
  - A Soldier's Story - Charles Fuller

#### Beste niet-Engelstalige film
- Dangerous Moves - Zwitserland
  - Beyond the Walls - Israël
  - Camila - Argentinië
  - Double Feature - Spanje
  - Wartime Romance - Sovjet-Unie

#### Beste documentaire
- The Times of Harvey Milk - Robert Epstein en Richard Schmiechen
  - High Schools - Charles Guggenheim en Nancy Sloss
  - In the Name of the People - Alex W. Drehsler en Frank Christopher
  - Marlene - Karel Dirka en Zev Braun
  - Streetwise - Cheryl McCall

#### Beste camerawerk
- The Killing Fields - Chris Menges
  - Amadeus - Miroslav Ondricek
  - The Natural - Caleb Deschanel
  - A Passage to India - Ernest Day
  - The River - Vilmos Zsigmond

#### Beste montage
- The Killing Fields - Jim Clark
  - Amadeus - Nena Danevic en Michael Chandler
  - The Cotton Club - Barry Malkin en Robert Q. Lovett
  - A Passage to India - David Lean
  - Romancing the Stone - Donn Cambern en Frank Morriss

#### Beste artdirection
- Amadeus - Patrizia Von Brandenstein en Karel Cerny
  - 2010 - Albert Brenner en Rick Simpson
  - The Cotton Club - Richard Sylbert, George Gaines en Les Bloom
  - The Natural - Angelo Graham, Mel Bourne, James J. Murakami, Speed Hopkins en Bruce Weintraub
  - A Passage to India - John Box, Leslie Tomkins en Hugh Scaife

#### Beste originele muziek
- A Passage to India - Maurice Jarre
  - Indiana Jones and the Temple of Doom - John Williams
  - The Natural - Randy Newman
  - The River - John Williams
  - Under the Volcano - Alex North

#### Beste originele nummers
- Purple Rain - Prince
  - The Muppets Take Manhattan - Jeff Moss
  - Songwriter - Kris Kristofferson

#### Beste originele nummer
- "I Just Called to Say I Love You" uit The Woman in Red - Muziek en tekst: Stevie Wonder
  - "Against All Odds (Take a Look at Me Now)" uit Against All Odds - Muziek en tekst: Phil Collins
  - "Footloose" uit Footloose - Muziek en tekst: Kenny Loggins en Dean Pitchford
  - "Ghostbusters" uit Ghostbusters - Muziek en tekst: Ray Parker jr.
  - "Let's Hear It for the Boy" uit Footloose - Muziek en tekst: Tom Snow en Dean Pitchford

#### Beste geluid
- Amadeus - Mark Berger, Tom Scott, Todd Boekelheide en Chris Newman
  - 2010 - Michael J. Kohut, Aaron Rochin, Carlos Delarios en Gene S. Cantamessa
  - Dune - Bill Varney, Steve Maslow, Kevin O'Connell en Nelson Stoll
  - A Passage to India - Graham V. Hartstone, Nicolas Le Messurier, Michael A. Carter en John Mitchell
  - The River - Nick Alphin, Robert Thirlwell, Richard Portman en David Ronne

#### Beste geluidseffectbewerking
- The River - Kay Rose[2]

#### Beste visuele effecten
- Indiana Jones and the Temple of Doom - Dennis Muren, Michael McAlister, Lorne Peterson en George Gibbs
  - 2010 - Richard Edlund, Neil Krepela, George Jenson en Mark Stetson
  - Ghostbusters - Richard Edlund, John Bruno, Mark Vargo en Chuck Gaspar

#### Beste kostuumontwerp
- Amadeus - Theodor Pistek
  - 2010 - Patricia Norris
  - The Bostonians - Jenny Beavan en John Bright
  - A Passage to India - Judy Moorcroft
  - Places in the Heart - Ann Roth

#### Beste grime
- Amadeus - Paul LeBlanc en Dick Smith
  - 2010 - Michael Westmore
  - Greystoke: The Legend of Tarzan, Lord of the Apes - Rick Baker en Paul Engelen

#### Beste korte film
- Up - Mike Hoover
  - The Painted Door - Michael MacMillan en Janice L. Platt
  - Tales of Meeting and Parting - Sharon Oreck en Lesli Linka Glatter

#### Beste korte animatiefilm
- Charade - Jon Minnis
  - Doctor DeSoto - Morton Schindel en Michael Sporn
  - Paradise - Ishu Patel

#### Beste korte documentaire
- The Stone Carvers - Marjorie Hunt en Paul Wagner
  - The Children of Soong Ching Ling - Gary Bush en Paul T.K. Lin
  - Code Gray: Ethical Dilemmas in Nursing - Ben Achtenberg en Joan Sawyer
  - The Garden of Eden - Lawrence R. Hott en Roger M. Sherman
  - Recollections of Pavlovsk - Irina Kalinina

#### Jean Hersholt Humanitarian Award
- David L. Wolper

#### Ere-award
- James Stewart, voor zijn vijftig jaar met memorabele rollen. Voor zijn hoge idealen zowel op als naast het scherm. Met respect en genegenheid van zijn collega's.
- National Endowment for the Arts, als erkenning voor de 20e verjaardag en hun toegewijde inzet voor het bevorderen van artistieke en creatieve activiteiten en uitmuntendheid op elk gebied van de kunsten.[3]

## Films met meerdere nominaties
De volgende films ontvingen meerdere nominaties:
| Nominaties | Film                                              | Awards |
| ---------- | ------------------------------------------------- | ------ |
| 11         | Amadeus                                           | 8      |
| 11         | A Passage to India                                | 2      |
| 7          | The Killing Fields                                | 3      |
| 7          | Places in the Heart                               | 2      |
| 5          | 2010                                              |        |
| 5          | The River                                         | 1      |
| 4          | The Natural                                       |        |
| 3          | Greystoke: The Legend of Tarzan, Lord of the Apes |        |
| 3          | A Soldier's Story                                 |        |
| 2          | The Bostonians                                    |        |
| 2          | Broadway Danny Rose                               |        |
| 2          | The Cotton Club                                   |        |
| 2          | Footloose                                         |        |
| 2          | Ghostbusters                                      |        |
| 2          | Indiana Jones and the Temple of Doom              | 1      |
| 2          | Under the Volcano                                 |        |